# ديميتري أستاخوف
ديميتري أستاخوف هو لاعب كرة قدم روسي في مركز الوسط، ولد في 9 مارس 1986 في Inzhavino ‏ في روسيا. لعب مع بالتيكا كالينينغراد وسيسكا موسكو ولوكوموتيف موسكو وموردوفيا سارانسك.

## وصلات خارجية
- ديميتري أستاخوف على موقع Soccerway.com (الإنجليزية)